# District de Toba Tek Singh
Le district de Toba Tek Singh (en ourdou : ضلع ٹوبہ ٹیک سنگھ) est une subdivision administrative de la province du Pendjab au Pakistan. Il a pour capitale Toba Tek Singh, même si les deux villes de Gojra et Kamalia sont nettement plus peuplées. Le district est entouré par le district de Faisalabad à l'est, les districts de Sahiwal et de Khanewal au sud et enfin le district de Jhang à l'ouest et au nord.
Situé dans le centre de la province du Pendjab, le district est principalement rural et sa population vit surtout de l'agriculture. Il a été créé en 1982 mais a existé dès 1900 sous la forme d'un tehsil. Sa position centrale lui a conféré un développement relativement rapide et une bonne situation sur le réseau de transport pakistanais. Il compte 2,2 millions d'habitants en 2017 et c'est un fief politique de la Ligue musulmane du Pakistan (N).

## Histoire
La région de Toba Tek Singh a été sous la domination de diverses puissances au cours de l'histoire, notamment de l'Empire Maurya, du Sultanat de Delhi, de l'Empire moghol et de l'Empire sikh. En 1848, la région correspondant à l'actuel district tombe sous la domination du Raj britannique et la ville de Toba Tek Singh, qui donnera plus tard son nom au district, est fondée. Ce nom vient du religieux sikh Tek Singh. La ville et les alentours vont prendre ensuite de l'importance sous l'effet du développement d'un réseau d'irrigation. En 1900, le tehsil de Toba Tek Singh est créé au sein du district de Jhang, avant d'être transféré au district de Faisalabad nouvellement créé en 1904,.
Lors de l'indépendance vis-à-vis de l'Inde en 1947, la population majoritairement musulmane soutient la création du Pakistan. De nombreuses minorités hindoues et sikhes quittent alors la région pour rejoindre l'Inde, tandis que des migrants musulmans venus d'Inde s'y installent. Le district de Toba Tek Singh est créé en juillet 1982 en élevant d'un échelon l'ancien tehsil de Toba Tek Singh, qui faisait avant partie du district de Faisalabad, qui se voit du coup amputé d'une partie de son territoire.

## Démographie
Lors du recensement de 1998, la population du district a été évaluée à 1 621 593 personnes, dont environ 19 % d'urbains, contre 33 % au niveau national. Le taux d'alphabétisation était de 51 %, ce qui était alors supérieur à la moyenne nationale de 44 %. Il s'établissait à 61 % pour les hommes et 39 % pour les femmes, soit un différentiel de 21 points de pourcentages, inférieur à la moyenne nationale qui se situe à 23 points,.
Le recensement suivant mené en 2017 pointe une population de 2 190 015 habitants, soit une croissance annuelle de 1,59 %, largement inférieure aux moyennes provinciale et nationale de 2,13 % et 2,4 % respectivement. Le taux d'urbanisation augmente à peine, à 20 %.
La langue la plus parlée du district est le pendjabi. Le district compte quelques minorités religieuses, soit 1,8 % d'hindous et 1,5 % de chrétiens en 1998.

## Administration

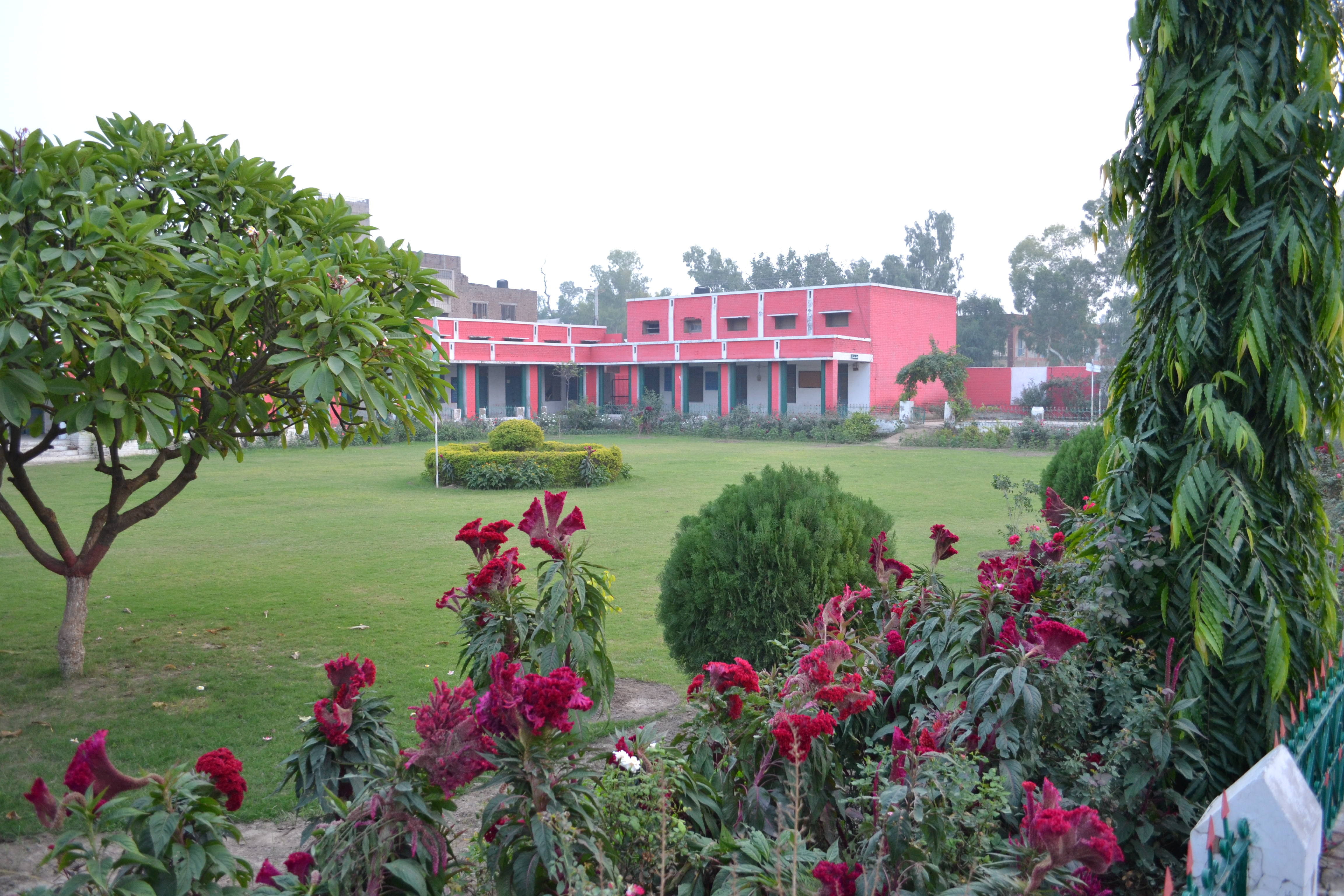
Un lycée à Gojra.

Le district est divisé en quatre tehsils (Gojra, Kamalia, Toba Tek Singh et Pir Mahal) et 82 Union Councils. Le tehsil de Pir Mahal est devenu le quatrième tehsil du district en février 2013. Avant leur suppression par la réforme territoriale de 2000 et de nouveau depuis 2008, le district est inclus au sein de la « division de Faisalabad », qui comprenait aussi les districts de Chiniot, Faisalabad et Jhang.
Quatre villes dépassent les 20 000 habitants : Gojra, Kamalia, Toba Tek Singh et Pir Mahal. Contrairement à la grande majorité des districts du pays, la capitale Toba Tek Singh n'est pas la plus peuplée des villes du district. Elle ne regroupait que près de 4 % de la population totale du district en 2017 et 20 % de la population urbaine, contre 8 % et 40 % pour la plus grande ville Gojra. Les quatre principales villes regroupent quant-à elles l'ensemble de la population urbaine, selon le recensement de 2017.
| Ville          | Population (rec. 2017) |
| -------------- | ---------------------- |
| Gojra          | 174 860                |
| Kamalia        | 135 641                |
| Toba Tek Singh | 87 210                 |
| Pir Mahal      | 44 219                 |

## Économie et transports

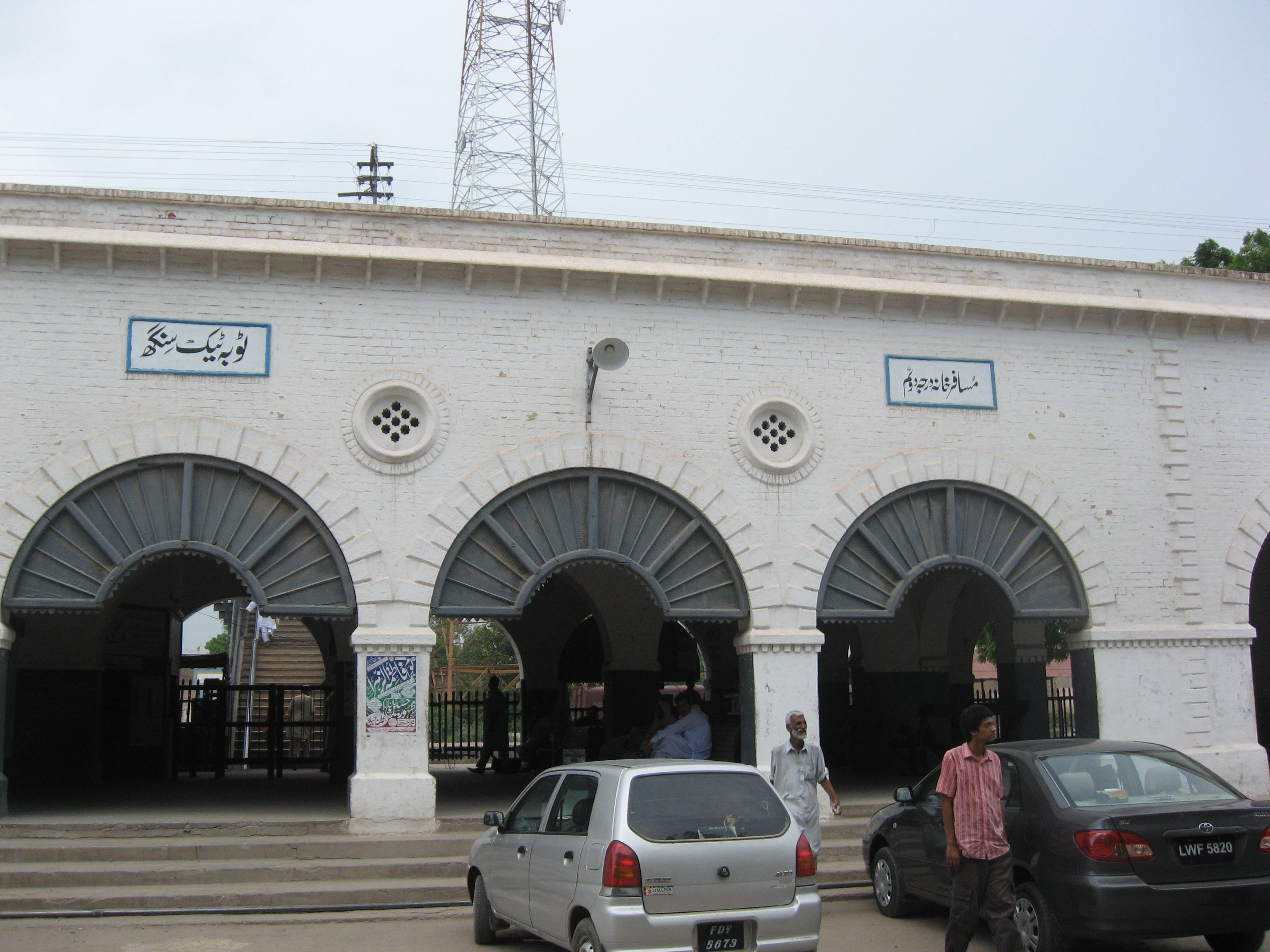
Gare ferroviaire de Toba Tek Singh.

La population du district est principalement rurale et vit surtout de l'agriculture, rendue possible grâce à un système d'irrigation. Il y a aussi une certaine activité industrielle, mais celle-ci est principalement liée à agricultrice. On y trouve ainsi des usines de coton, des moulins à farine et à huile notamment.
Le district est relativement bien desservi par les réseaux de transports. La ligne de chemin de fer reliant Khanewal à Faisalabad traverse notamment le district et dessert Toba Tek Singh et une autre ligne Shorkot-Sheikhupura dessert et Pir Mahal. Le district est aussi traversé par l'autoroute M-4, partiellement complète et encore en cours de construction. Elle reliera à terme Multan à Faisalabad en passant à proximité de Gojra et Toba Tek Singh.

## Politique
De 2002 à 2018, le district est représenté par les sept circonscriptions no 84 à 90 à l'Assemblée provinciale du Pendjab. Lors des élections législatives de 2008, elles sont remportées par trois candidats de la Ligue musulmane du Pakistan (N), deux du Parti du peuple pakistanais, un de la Ligue musulmane du Pakistan (Q) et un indépendant, et durant les élections législatives de 2013 elles ont été remportées par six candidats de la Ligue (N) et un de la Ligue musulmane du Pakistan (Q). À l'Assemblée nationale, il est représenté par les trois circonscriptions no 92 à 94. Lors des élections de 2008, elles ont été remportées par un candidat de la Ligue (N) et deux de la Ligue (Q), et durant les législatives de 2013 elles sont toutes remportées par des candidats de la Ligue (N).
Avec le redécoupage électoral de 2018, Toba Tek Singh est représenté par les trois circonscriptions no 111 à 113 à l'Assemblée nationale et par les six circonscriptions no 118 à 123 à l'Assemblée provinciale. Lors des élections de 2018, elles sont remportées par quatre candidats de la Ligue (N), quatre du Mouvement du Pakistan pour la justice et un indépendant.
| Parti                                        | Voix (national) | %       | Élus nationaux | Élus provinciaux |
| -------------------------------------------- | --------------- | ------- | -------------- | ---------------- |
| Ligue musulmane du Pakistan (N)              | 342 915         | 44,07 % | 2              | 2                |
| Mouvement du Pakistan pour la justice        | 337 104         | 43,32 % | 1              | 3                |
| Autres partis                                | 68 382          | 8,79 %  | 0              | 0                |
| Indépendants                                 | 29 794          | 3,83 %  | 0              | 1                |
| Total exprimés                               | 778 195         | 100 %   | 3              | 6                |
| Source : Commission électorale du Pakistan,. |                 |         |                |                  |

## Personnalités notables
- Mohammad Sarwar, né à Pir Mahal, gouverneur du Pendjab